# Chorisoneura amazona
Chorisoneura amazona är en kackerlacksart som beskrevs av Rehn, J. A. G. 1932. Chorisoneura amazona ingår i släktet Chorisoneura och familjen småkackerlackor. Inga underarter finns listade i Catalogue of Life.